# Стара Брезовица
Стара Брезовица или Брезовица (на сръбски: Стара Брезовица или Stara Brezovica) е село в Югоизточна Сърбия, Пчински окръг, Град Враня, община Враня.

## География
Селото се намира в планината Кочура, високо над левия бряг на язовир „Първонек“, във водосборния басейн на Банската река. По своя план е пръснат тип селище, съставено от махали и отделни къщи. Отстои на 26,5 km югоизточно от общинския и окръжен център Враня, на 3,5 km северно от село Нова Брезовица, на югоизток от село Средни Дел и на запад от село Корбул.

## История
В края на XIX век Брезовица е село в Прешевска кааза на Османската империя. Според статистиката на Васил Кънчов („Македония. Етнография и статистика“) от 1900 година Брѣзовница е населявано от 66 жители българи християни. Според патриаршеския митрополит Фирмилиан в 1902 година в Брезовица има 16 сръбски патриаршистки къщи.
По време на Първата световна война селото е във военновременните граници на Царство България, като административно е част от Вранска околия на Врански окръг и е център на Брезовишката община.
В 2002 година в селото има 89 жители сърби. Според преброяването на населението от 2011 г. селото има 57 жители.